# کیا سیلوربروک
کیا سیلوربروک (به انگلیسی: Kia Silverbrook؛ زاده ۱۹۵۸) مخترع، دانشمند و کارآفرین نمونهٔ استرالیایی است. او بیشترین ثبت اختراع در جهان را دارد. او ۴٬۶۶۵ امین ثبت اختراعش را در ۲۶ مارس ۲۰۱۴ در ثبت اختراعات آمریکا به ثبت رساند. اختراعات او بیشتر زمینه‌های ساخت موسیقی دیجیتال، ویدیوی دیجیتال، پرینت دیجیتال، کاغذ دیجیتال، تجارت اینترنتی، گرافیک رایانه‌ای، صفحه نمایش کریستال مایع، رباتیک، چاپ سه بعدی، شیمی آلی، تجزیه و تحلیل DNA، آزمایشگاه روی یک تراشه، فتوولتائیک خورشیدی، نرم‌افزار، پردازش تصویر، سیستم‌های میکروالکترومکانیکی، مهندسی مکانیک، رمز نگاری، حسگرها، نانوتکنولوژی، میکروسیال‌ها، پلیمرها، مقاومت در برابر خطا، پردازش موازی، ساخت نیمه هادی‌ها و معماری مدار مجتمع (تراشه) است.

## کارها
او به صورت تخصصی در حوزهٔ نانولوله‌ها و خواص الکتریکی شبکه‌های مولکولی کار می‌کند. او کار خود را در سال ۱۹۷۷ در شرکت نمایشگاه نور(fairlight) آغاز کرد. در سال ۲۰۱۱ او یک ابرشبکهٔ خورشیدی با سلول‌های ورقه نازک، تأسیس کرد، به طوری که در شکست قیمت سوخت فسیلی و هسته‌ای تأثیرگذار بود. وی مؤسس شرکت و تولیدکننده در زمینه‌هایی مانند گرافیک رایانه‌ای، تولید صدا و تصویر، محاسبات علمی، اتوماسیون صنعتی، پرینت دیجیتال، صفحه نمایش کریستال مایع، الکترونیک مولکولی، نرم‌افزارهای اینترنتی، مدیریت محتوا، تجزیه و تحلیل ژنتیکی، تجهیزات میکروالکترومکانیکی، جوهر امنیتی و سلول خورشیدی فوتوولتائیک وهای تعاملی است.